# Camp Rock
Camp Rock es una película de televisión musical estadounidense de 2008 dirigida por Matthew Diamond a partir de un guion de Karin Gist, Regina Hicks, Julie Brown y Paul Brown. La 73.ª película original de Disney Channel (DCOM), la película está protagonizada por Demi Lovato, Joe Jonas, Meaghan Martin, Maria Canals-Barrera, Daniel Fathers y Alyson Stoner. En la película, Mitchie Torres (Lovato), una aspirante a cantante adolescente, visita Camp Rock, un campamento musical de verano.
La película se estrenó en Disney Channel el 20 de junio de 2008. Camp Rock fue la segunda película original de Disney Channel en transmitirse en The Wonderful World of Disney de ABC después de su estreno en Disney Channel y se colocó en iTunes Store para su compra digital poco después de su estreno. La película fue vista por 8,9 millones de espectadores en la noche de su estreno y actualmente es la tercera película original de Disney Channel más vista de todos los tiempos, detrás de High School Musical 2 y Wizards of Waverly Place: The Movie.
La película fue seguida por una secuela, Camp Rock 2: The Final Jam (2010).

## Sinopsis
Mitchie Torres (Demi Lovato) es una joven músico que aspira a ser cantante. Quiere ir a un campamento musical de verano llamado «Camp Rock». Dado que su familia no puede pagar la matrícula, la madre de Mitchie, Connie Torres (Maria Canals-Barrera), es contratada para ser la encargada de la comida para el campamento, lo que permite que Mitchie asista. A cambio, Mitchie debe ayudar a su madre en la cocina. Poco después de llegar al campamento, Mitchie conoce a una chica llamada Caitlyn (Alyson Stoner).
Mientras tanto, Shane Gray (Joe Jonas), el cantante principal mimado y arrogante del trío de música popular Connect 3, es asignado para estar a cargo de las clases de baile en Camp Rock por sus compañeros de banda Nate Gray (Nick Jonas) y Jason Gray (Kevin Jonas) y se ve obligado a grabar una canción con el ganador de Final Jam. Shane escucha a Mitchie cantar y se enamora de su voz, pero Mitchie se va antes de que Shane pueda darse cuenta de que era ella, lo que hace que se obsesione con encontrar a la misteriosa cantante.
Durante Opening Jam, Mitchie se entera de que muchos de los campistas tienen raíces notables y se avergüenza de que solo pudo venir al campamento debido al servicio de catering de su madre. Le miente a Tess Tyler (Meaghan Martin), una chica conocida por su famosa madre y su popularidad, y a sus amigas, Peggy (Jasmine Richards) y Ella (Anna Maria Perez de Tagle), que su madre es la presidenta de Hot Tunes TV en China. Tess, impresionada, invita a Mitchie a dormir con su grupo.
Un día, durante el almuerzo en la cafetería, Tess y Caitlyn comienzan a tirarse espaguetis y Mitchie se mete en medio de la pelea. Brown (Daniel Fathers), el dueño del campamento, interrumpe la pelea y Tess incrimina a Caitlyn por el incidente. Brown castiga a Caitlyn haciéndola trabajar en la cocina y Mitchie, que está preocupada de que Caitlyn se entere de su secreto, no la defiende.
Mientras tanto, Shane escribe una nueva canción, que comparte con Mitchie. A Mitchie le gusta la canción, y Shane, dudando de que su sello discográfico y sus fanáticos acepten la canción, comienza a enamorarse de ella. Más tarde, Caitlyn llega a la cocina mientras Mitchie está trabajando y se entera del secreto de Mitchie. Caitlyn dice que Mitchie mantiene su identidad como la hija de la cocinera como un secreto inmaduro, y Mitchie a su vez insulta la actitud de Caitlyn. Sin embargo, las dos chicas se reconcilian después de que Mitchie se enfrenta a Tess cuando Tess intenta eclipsar a Caitlyn en Pajama Jam.
Shane corre la voz de que está buscando a una chica con «la voz». Cuando Tess ve a Mitchie y Shane remando juntos, se pone celosa y hace que Mitchie le cuente la verdad a todo el campamento. Shane, enfurecido porque Mitchie lo engañó para acercarse a él solo porque es famoso, la abandona. Tess echa a Mitchie, que ahora es el hazmerreír de todo el campamento, de su grupo. Tess luego se entera de que Mitchie es la chica que Shane había estado buscando. Para deshacerse de Mitchie, en la víspera de Final Jam, Tess incrimina a Mitchie y Caitlyn por robar su brazalete (cuando en realidad, fue un montaje para dejar fuera de la competencia a Mitchie y Caitlyn). Cuando las chicas no pueden probar su inocencia, Brown les prohíbe todas las actividades del campamento hasta el final de Final Jam.
En Final Jam, Brown anuncia que el ganador, según lo decidido por los jueces, Connect 3, no solo ganará un trofeo, sino que también podrá grabar con Shane. Peggy y Ella pierden la paciencia con Tess, se mantienen firmes y abandonan su grupo. Ella interpreta «Hasta La Vista» con Barron (Jordan Francis) y Sander (Roshon Fegan). Tess se da cuenta de que su madre está mirando y comienza a realizar «2 Stars». Desafortunadamente, cuando su madre tiene que atender una llamada durante su actuación, tropieza frente a la audiencia y se retira llorando detrás del escenario. Peggy revela que su verdadero nombre es Margaret Dupree e interpreta «Here I Am». Tess se disculpa con Peggy y Ella. Brown anuncia el final de Final Jam, los focos se encienden y permite que Mitchie actúe, diciendo que esperaba que ella y Caitlyn se dieran cuenta: ya que su actuación no estaba en la alineación y técnicamente fue después de «el final de Final Jam». Mitchie comienza a cantar «This Is Me». Shane se da cuenta de que ella era la voz de antes, y él pronto se une. Entre bastidores, Tess les dice a Mitchie y Caitlyn que le dijo a Brown que no le robaron el brazalete, y Mitchie y Shane se reconcilian. Peggy es anunciada como la ganadora de Final Jam después de que ella es coronada ganadora, todo el campamento canta «We Rock».
En un final extendido de la película, unos meses después, Caitlyn le muestra a Mitchie, Tess, Peggy y Ella el estudio de grabación que construyó en su garaje, e interpretan «Our Time Is Here».

## Reparto
- Demi Lovato como Mitchie Torres, una joven que aspira a ser cantante.
- Joe Jonas como Shane Gray, el cantante principal mimado y arrogante del popular trío de música Connect 3.
- Meaghan Martin como Tess Tyler, una chica superficial y egocéntrica conocida como la «diva de Camp Rock».
- Alyson Stoner como Caitlyn Gellar, una asistente de Camp Rock de quien Mitchie se hace amiga.
- Maria Canals-Barrera como Connie Torres, la madre de Mitchie y la nueva cocinera de Camp Rock.
- Daniel Fathers como Brown Cessario, director del campamento de Camp Rock.
- Julie Brown como Dee La Duke, director musical de Camp Rock.
- Anna Maria Pérez de Tagle como Ella Pador, una asistente de Camp Rock y amiga de Tess.
- Jasmine Richards como Margaret «Peggy» Dupree, una asistente de Camp Rock y amiga de Tess.
- Jordan Francis como Barron James, un asistente y rapero de Camp Rock.
- Roshon Fegan como Sander Loyer, un asistente y rapero de Camp Rock.
- Nick Jonas como Nate Gray, miembro del popular trío de música Connect 3.
- Kevin Jonas como Jason Gray, miembro del popular trío de música Connect 3.
- Aaryn Doyle como Lola Scott, una asistente y cantante de Camp Rock.
- Giovanni Spina como Andy, un asistente y baterista de Camp Rock.
- Edward Jaunz como Steve Torres, el padre de Mitchie.
- Jennifer Ricci como T.J. Tyler, la madre de Tess y una cantante famosa.

## Producción
Camp Rock se filmó entre septiembre y octubre de 2007 en YMCA Camp Wanakita en Haliburton, Ontario, y Kilcoo Camp en Minden, Ontario.

## Banda sonora
La banda sonora de Camp Rock fue lanzada el 17 de junio de 2008 por Walt Disney Records y fue interpretada por el elenco de la película. Debutó en el puesto número 3 en las listas de álbumes de Billboard 200, vendiendo más de 188.000 unidades en su primera semana. El álbum fue certificado platino por la Recording Industry Association of America (RIAA) y vendió más de 1.257.000 copias hasta la fecha. En Brasil, el álbum fue certificado platino por la Pro-Música Brasil (ABPD) y vendió más de 60.000 copias hasta 2009.

## Versiones
Después de su estreno en 2008, Camp Rock ha sido transmitida en repetidas ocasiones pero con versiones distintas a la transmisión original.
- Rockea con nosotros (título original: Rock-Along): Versión especial de la película, que incluye subtítulos karaoke en todas las canciones.

## Promoción

### Estados Unidos
El 25 de enero de 2008, durante los comerciales de Minutemen, se anunció que la película se estrenaría el 20 de junio. Numerosos avances de la película fueron transmitidos el 6 de abril durante la maratón de Wizards of Waverly Place. El video musical de la canción We Rock estrenó el 19 de abril de 2008 como parte del especial Night of Premieres en Disney Channel Estados Unidos.

### Hispanoamérica
Los primeros avances de la película fueron transmitidos durante la película High School Musical 2 el 19 de abril de 2008, mientras que el primer videoclip, We Rock, fue estrenado el 25 de abril. El segundo videoclip, Play My Music, se estrenó el 9 de mayo, mientras que Start The Party se estrenó el 24 de mayo. Por último el videoclip This Is Me se estrenó el 13 de junio. Desde el 26 de junio se empezaron a transmitir unas pequeñas cápsulas llamadas Bonus: Camp Rock con algunos personajes de la película y con el número de días que faltaban para el estreno.

## Lanzamiento DVD/Blu-Ray
El título para el lanzamiento en DVD/Blu-Ray de la película tiene como nombre Camp Rock: Extended Rock Star Edition y fue lanzado el 12 de agosto en Estados Unidos.

### Material adicional
Ambos DVD y Blu-Ray contienen los siguientes materiales adicionales:
- Secuencia musical nunca antes vista, Our Time Is Here.
- Versión Sing-Along con funciones karaoke. (Canta con Nosotros, Karaoke de Camp Rock).
- "How to be a Rock Star" (Cómo ser una estrella del Rock).
- "Jonas Brothers: Real Life Rockstars" (Jonas Brothers: Estrellas de Rock en la vida real).
- "Introducing Demi Lovato" (Presentando a Demi Lovato).
- "Too Cool: Setting the Scene" (Too Cool: Preparando la escena).
- "Hasta La Vista: From Rehearsal To Final Jam" (Hasta La Vista: De los ensayos al montaje final).
- Videos musicales de Start The Party y We Rock (Internacional).
- "Camp Memories" (Recuerdos de campamento).
- En España: Videoclips interpretados por Ismael, la estrella de Disney Channel: "Vive nuestra fiesta" y "Dale un respiro al amor".

My Camp Rock es un reality show basado en la película, transmitido en varios países.
- Anexo:Películas más Vistas de Disney Channel